# 烏庫基特河
烏庫基特河是俄羅斯的河流，屬於奧列尼奧克河的左支流，由薩哈共和國負責管轄，河道全長347公里，流域面積約5,000平方公里，河水主要來自融雪和雨水。